# Haapasaari (ö i Karstula, Riuttasalmi)
Haapasaari eller Puolimatkansaari är en liten ö i Finland. Den ligger i sjön Pääjärvi och i kommunen Karstula i Riuttasalmi i den ekonomiska regionen  Saarijärvi-Viitasaari och landskapet Mellersta Finland, i den centrala delen av landet, 300 km norr om huvudstaden Helsingfors. Öns area är 0,1 hektar och dess största längd är 60 meter i sydöst-nordvästlig riktning.